# كشف السر (كتاب)

## نشر الكتاب
تم في عام 2009 نشر كتاب كشف السر للمفكر المصري حسن سعد وقد بدأ النشر في دولة الكويت حيث كان يقيم الكاتب. وقد جاء الكتاب بمفاهيم جديدة وغير مسبوقة غيرت نظرة الناس للعالم وللحياة بأكملها. وقفز الكتاب لتصدر قوائم أعلى المبيعات بسرعة شديدة في كبريات المكتبات ومنافذ البيع. وقد كثر الجدل في المجتمع العربي حول تلك المفاهيم، وقال المئات ممن قرأوا الكتاب أن حياتهم تغيرت للأفضل بشكل مدهش، فقد أصبحوا قادرين علي تحسين ظروف معيشتهم، وجذب إليهم أي شيء مادي أو معنوي فكروا فيه باستخدام النصائح التي قدمها الكتاب. وهناك من قال إنه قد حصل على مبالغ كبيرة من المال رغم ظروف السوق باستخدام <كشف السر>، وهناك من عبر عن شكره وامتنانه للكاتب لأنه قد استخدم الأفكار التي تعلمها من الكتاب في تحسين حياته الأسرية التي كانت على وشك الانهيار، وهناك مرضى بأمراض مستعصية مثل السرطان وخلافه قاموا بشفاء أنفسهم باستخدام تعاليم الكتاب، وهناك أطباء قد بدأوا في استخدام أفكار الكتاب في علاج مرضاهم، واستخدمه مدرسون مع تلاميذهم وآباء مع أولادهم. وتحتوي صفحة الكتاب على الفيس بوك على عدد كبير من التعليقات المذهلة لأشخاص حققوا النجاح والمال والصحة وحتى جذب شريك العمر بعد قراءتهم للكتاب صفحة كتاب كشف السر

## محتوى الكتاب
ذُكر في الكتاب كيفية تحقيق أي شيء بلا استثناء ابتداء من جذب المال بمجرد التفكير فيه إلى جذب شريك العمر. إلى جانب الحصول على وظيفة الأحلام وجذب الصحة الجيدة والتعافي من الأمراض المستعصية إلى آخر الأشياء التي يتمناها أي إنسان وكل ذلك باستخدام قوى العقل التي لا نعرفها. تماما مثل فكرة الحسد الذي ينتج عن استخدام الإنسان لقوى عقله في الضر والأذي ولكن ما لا يعلمه الناس أن هناك طرقا لتعلم استخدام نفس تلك القوى العقلية في جذب إلينا كل ما نريده كمفعول السحر. فالله عز وجل قد وهب لعقولنا طاقة يمكنها التأثير في المادة وفي البيئة المحيطة، وهذا ما توصل إليه كبار علماء علم الفيزياء الكمية الحديث وقد كونوا صورة واضحة في تعريف طاقة الإنسان وقوة جذبها وكيفية استخدامها في التأثير على المواد والأشياء والأشخاص والأحداث من حولنا. وتوصلوا للعلاقة بين أفكار الإنسان ومشاعره وبين أحداث حياته. وهذا ليس فيه معارضة للقضاء والقدر كما وضح الكتاب فنحن نؤمن أيضا بالأخذ بالأسباب. ومن أهم أسباب رفعة المؤمن وعلو شأنه هو كيفية استخدامه لعقله الذي وهبه الله إياه وحثه على استخدام كل طاقاته في تقوية أمته وعمارة الأرض وفضله عز وجل على بقية الخلق بأن سخر له ما في السماوات وما في الأرض. علماً بأن أذكى شخص قبل أن يعرف المعلومات التي جاءت في الكتاب يستخدم فقط عشرة في المئة بحد أقصى من إمكانات عقله.
واحد تلك المواضيع الرئيسية التي تناولها الكتاب هو قانون الجذب، والذي ينص على أن الأفكار تتحول إلى وقائع. وأن المرء عندما يفكر بفكرة ما سواء كان يرغب أو لا يرغب فيها فإنه يجذب إليه الأحداث الشبيهة بهذه الفكرة. وأن المرء يصير ما يفكر فيه كثيراً، وأنه يجذب إلى حياته - باستخدام الموجات الصادرة من عقله - كل ما يكرس له انتباهه وتركيزه سواء كان هذا الشيء إيجابياً أم سلبياً. وأن حياة الإنسان ما هي إلا انعكاس لأفكاره الماضية. وإنه إذا استطاع أن يرى الشيء الذي يريده في عقله بوضوح وباستمرار فسوف يمسك به في يديه.. وقد وضع الكاتب للقارئ طرق بسيطة وفعالة للحصول على أي شيء يريده باستخدام طاقة عقله.
وعلى الرغم من غرابة الموضوع لمن يقرأ عنه لأول مرة، إلا أن ما جاء في كتاب <كشف السر> هو ليس عبارة عن وجهة نظر للكاتب أو مجرد أفكار فلسفية، إنما هي نظريات علمية قاطعة لها براهينها وأدلتها. مع علمنا وتفهمنا التام بأن هناك من يريح نفسه برفض وإنكار تلك الأفكار جملةً وتفصيلاً على الرغم من توثيقها العلمي، فهي تصطدم مع كثير من القناعات القديمة الراسخة، والإنسان عدو ما يجهل. ولكن كما قال الفيلسوف اليوناني القديم هيراقليطوس <إن لم نتوقع غير المتوقع، فلن نجده أبدا>. ولا يجب أن نقع في خطأ الاعتقاد القديم بأننا نعلم كل شيء ولن تكون هناك مكتشفات جديدة مستقبلاً.
ففي تاريخ العلم لطالما أخطأ الإنسان فيما كان يعتقده، فلقد كان يعتقد أن الأرض مسطحة وكان مخطئاً، وكان يعتقد أن الشمس تدور حول الأرض وكان مخطئاً، وكان يعتقد أن المواد في تركيبها جامدة وساكنة وكان أيضاً مخطئاً. أما بخصوص عقل الإنسان وكيفية استخدامه، فقد اكتشف العلماء في الخمس سنوات الماضية معلومات عنه أكثر مما تم اكتشافه في الخمسة آلاف سنة الماضية، وقد أثبت سعد في كتابه بما لا يضع مجالاً للشك أن الزعماء والعظماء والنبلاء على مر العصور قد علموا بهذا السر الذي أفصح عنه الكتاب، ولكن لم يرد أحد منهم مشاركته مع الناس وعملوا على إبقائه سراً يتوارثونه في عائلاتهم فقط.
والجدير بالذكر أن الكاتب نفسه بعد أن قام بتطبيق ما يُعَلِمه في كتابه قد وصل لأعلى المراتب العلمية والعملية والاجتماعية فقد شغل وظيفة مدير عام وهو في عمر الثامنة والعشرين، ويترأس الآن واحدة من الشركات المرموقة ويتبع لإدارته 83 موظفاً وهو في عمر الثالثة والثلاثين، ذلك إلى جانب المستوى المادي المرتفع جداً الذي يتمتع به مقارنة بالشباب في مثل عمره. وأيضا المستوى العلمي الراقى حيث حصل على درجة الماجستير في إدارة الأعمال من جامعة مرموقة. وقد شعر حسن سعد بأنه من الواجب عليه نشر ما أوتي من علم بين شباب الوطن العربي ليستفيدوا منه هم أيضا. وأن يساهم بهذا الكتاب في نهضة ورفعة شأن مجتمعاتنا العربية التي تحتاج لذلك بشدة. لذلك قدم الكتاب بأسلوب سهل وجميل لأنه موجه لكل فئات المجتمع وطرح الكتاب بسعر بسيط على الرغم من جودته العالية حيث لم يهدف للربح من وراء نشر الكتاب بقدر ما هدف لمساعدة الآخرين.
وما يميز كتاب <كشف السر> هو أنه لم يغفل الجانب الديني في شرح قانون الجذب وحسم التخبط والنزاع الفكري والديني الذي سببته الكتب الغربية الخاصة بنفس الموضوع، فقد استشهد الكاتب في شرحه للموضوع بعدد كبير من الآيات القرآنية والأحاديث الصحيحة التي جاءت بأوجه تشابه تسترعي الانتباه والاهتمام بين تعاليم الدين الإسلامي الحنيف وبين فكرة القانون. وأثبت سعد أن القرآن الكريم قد جاء على ذكر الطاقة الروحية والكونية مرات عدة، وتلك الطاقة هي المحرك الرئيسي التي إذا استطاع الإنسان تنميتها واستخدامها بشكل صحيح، يستطيع أن يحقق ويمتلك ويصل إلى أي شيء وكل شيء يريده في حياته بلا استثناء وبالتالي يعلي بشأنه وشأن أمته.
وكانت قد انتشرت في الآونة الأخيرة مجموعة أجنبية من الكتب عن قانون الجذب وتم بيع ملايين النسخ منها في الغرب ثم تم ترجمتها إلى العربية، وبالرغم من الانحرافات الفكرية والعقدية والدينية التي أتت بها بعض هذه الكتب إلى العالم العربي وعلى الرغم من قصور كتابها في توضيح التفسير العلمي لقانون الجذب وطلبهم من القارئ أن يتخذ الأمر شيئاً مسلماً به ولا داعي له من فهم التفسير العلمي لعمل القانون بما فيه استخفاف بفكر القارئ، وعلى الرغم أيضا من اللغة العربية الضعيفة والمليئة بالأخطاء المستخدمة في الترجمة، إلا أن الكتب تباع في الأسواق بأسعار عالية جداً تصل إلى ضعف سعر كتاب <كشف السر>.
والجدير بالذكر أن حسن سعد قد تطرق بالتفصيل في كتابه إلى المفهوم العلمي المقنع لقانون الجذب وكيفية عمله فيزيائيا وقد قام بتبسيط هذا المفهوم بأسلوبه السلس والشيق، وهذا جعل القارئ على اقتناع تام بما يقرأه وبما عليه القيام به مما يحقق له نتائج مضمونة بإذن الله، بل وقام سعد بربط ذلك كله بتعاليم الإسلام ووضح أن كل عبادة أو طاعة أمرنا بها الله ورسوله الكريم في حياتنا كلها ما هي إلا توافق وتناغم مع طاقة الكون.
ويمكن الاطلاع على معلومات أخرى عن الكتاب والكاتب عن طريق الروابط التالية
```
لقاء تلفزيوني في برنامج دينار واستثمار مع الكاتب لمناقشة كشف السر (عدد 8 أجزاء على اليوتيوب)
 على 
يوتيوب
```

خبر صحفي عن الكتاب في جريدة الشاهد الكويتية
خبر صحفي عن الكتاب في جريدة الأنباء الكويتية
خبر صحفي عن الكتاب في جريدة الراي الكويتية
الكتاب على الفيس بوك كشف السر  على فيسبوك.